# Val-de-Lambronne
Val-de-Lambronne é uma comuna francesa na região administrativa de Occitânia, no departamento de Aude. Estende-se por uma área de 12,0 km². Em 2010 a comuna tinha 176 habitantes (densidade: 14,7 hab./km²).
A municipalidade foi estabelecida em 1 de janeiro de 2016 e consiste na fusão das antigas comunas de Caudeval e Gueytes-et-Labastide.